# Urgut
Urgut – miasto w Uzbekistanie, w wilajecie samarkandzkim. W 2007 roku miasto to zamieszkiwało 48 308 osób.